# Enrique Zuazua
Enrique Zuazua Iriondo (Éibar, Guipúzcoa, 28 de septiembre de 1961) es un matemático español.

## Biografía
Zuazua es un matemático que se ocupa de ecuaciones diferenciales parciales, teoría de control, análisis numérico y aprendizaje automático.
Obtuvo de la Universidad del País Vasco (UPV) el título en Matemáticas (1984) y su doctorado (1987) con Alain Haraux (Tesis: Control y estabilización de algunas ecuaciones de evolución) y en el año siguiente recibió su doctorado de nuevo en la Universidad Pierre y Marie Curie. Posteriormente, impartió clases en la Universidad del País Vasco, fue profesor de la Universidad Autónoma de Madrid y profesor de matemáticas aplicadas en la Universidad Complutense de Madrid (1990). En 2001 se trasladó a la Universidad Autónoma de Madrid como profesor de Matemáticas Aplicadas. También es profesor de la Universidad de Deusto en Bilbao.
De 2008 a 2012 fue director fundador del Centro Vasco de Matemáticas Aplicadas (BCAM) en Bilbao, donde fue profesor de investigación hasta 2015. Fue profesor visitante en el Instituto Courant de Ciencias Matemáticas de Nueva York, en Río de Janeiro, en el Instituto Isaac Newton de Cambridge y en la École polytechnique. De 1999 a 2002 fue el primer director científico del campo de las matemáticas en la planificación nacional de la investigación española. Fue orador invitado en el Congreso Internacional de Matemáticos de Madrid (control y aproximación numérica de la ecuación de ola y calor). En 2014 se convirtió en doctorado honorario de la Université de Lorraine.
Es miembro de la Academia Europaea, la Academia Vasca Jakiunde y de la Academia de la Industria de Inteligencia Artificial (AIIA).
En 2019 Zuazua fue nombrado Profesor Alexander von Humboldt en la Universidad de Erlangen-Núremberg en Alemania donde lidera la Cátedra de matemáticas aplicadas en Control, análisis numérico y aprendizaje automático. Ha recibido tres becas avanzadas de ERC: En 2010 para el proyecto Numeriwaves (aspectos numéricos de la propagación de ondas), otra en 2016 una para Dynamic Control (DyCon) y la más reciente en 2023 para CoDeFel.
Desde 2021 es el portavoz oficial del Centro de Investigación de Matemáticas de Datos (FAU MoD) en la Universidad de Erlangen-Núremberg.

## Reconocimientos
Zuazua ha recibido tres becas avanzadas de ERC: En 2010 para el proyecto Numeriwaves (aspectos numéricos de la propagación de ondas), otra en 2016 una para Dynamic Control (DyCon) y la más reciente en 2023 para CoDeFel.
En 2006 recibió el Premio Euskadi y en 2007 el Premio Nacional de Investigación Julio Rey Pastor (España). En 2013 fue galardonado con el Premio Humboldt de Investigación en Alemania, con el que estuvo en la Universidad de Erlangen-Núremberg (FAU) de 2014 a 2015. En 2015 se convirtió en embajador de la FAU. En 2019 fue nombrado Profesor Alexander von Humboldt en la Universidad de Erlangen-Núremberg donde lidera la Cátedra Humboldt, de Dinámica, Control, Aprendizaje Automático y Numérica (FAU DCN-AvH). Recibió el premio Txopitea eta Pakea (2020) en Eibar y el Top Talent Ciencia (2021) en Bilbao. En 2022 fue galadornado con el Premio W.T. and Idalia Reid Prize de la Sociedad de Matemáticas Industriales y Aplicadas (SIAM) en Pittsburgh, Pennsylvania (Estados Unidos), por sus contribuciones teóricas y computacionales fundamentales al control, la numérica y el análisis de EDP no lineales y sistemas multifísicos con aplicaciones científicas e industriales de gran repercusión.